# Cynopanchax
Cynopanchax es una especie de peces de la familia de los pecílidos en el orden de los ciprinodontiformes.

## Especies
- Cynopanchax bukobanus (Ahl, 1924)[2]